# Eastern Boys
Eastern Boys è un film del 2013 diretto da Robin Campillo.

## Trama
Marek (pseudonimo di Ruslan), è un giovane ragazzo immigrato di origine ucraina che per racimolare qualche soldo si prostituisce con uomini adescati alla Gare du Nord a Parigi, dove passa le sue giornate insieme alla banda di immigrati di cui fa parte. Un giorno gli si avvicina Daniel, un cinquantenne single che conduce un'esistenza solitaria. Marek gli propone di venire a casa sua il giorno dopo. Tuttavia, quando il giorno seguente suona il campanello, Daniel non si immagina di essere caduto in una trappola: Marek fa introdurre nell'appartamento di Daniel tutti i membri della sua banda, capeggiata da un giovane russo chiamato Boss, che derubano l'inerme e incredulo malcapitato di tutti i suoi mobili. Qualche giorno dopo, Marek/Ruslan torna a casa di Daniel, e i due instaurano una relazione "a pagamento". Dopo qualche settimana però, Marek si trasferisce da Daniel, nonostante si senta sempre controllato da Boss. La situazione si fa sempre più complicata, fino all'inatteso finale.